# باغ پیکریه
باغ پیکریه یکی از باغ‌های تاریخی شهر تبریز است که در دوران پهلوی و در جریان اصلاحات ارضی، تخریب شده‌است. در آن زمان، جاده‌ای فرعی که از بخش شمالی این باغ می‌گذشته، مرکزشهر را به دروازهٔ تهران متصل می‌نموده که در ضلع شمالی آن باغ حیدرزاده و در ضلع جنوبی‌اش باغ پیکریه قرار گرفته بود.
پس از انجام اصلاحات ارضی، زمین‌های باغ پیکریه که ضلع جنوبی بلوار ۲۹بهمن را شامل می‌شد، تفکیک شده و به ادارهٔ آب و فاضلاب، بیمارستان ۲۹بهمن، دانشگاه تبریز، صدا و سیمای مرکز آذربایجان شرقی و مجتمع فرهنگی-هنری تبدیل شد. هم‌چنین در محدودهٔ این باغ، تپه‌ای وجود دارد که پیش‌تر مصلای تبریز محسوب می‌شده‌است.